# PegaPoll
A PegaPoll egy könnyen megosztható, beágyazható, közösségi platform, amelyen keresztül bárki szavazhat, szavazást indíthat, illetve kezdeményezheti közösségek létrehozását. Világnézettől, politikai meggyőződéstől függetlenül, bárki számára nyitva áll a lehetőség, hogy használja a platform szolgáltatásait. A PegaPoll médiapartnerekkel, civil szervezetekkel együttműködve közvélemény- és piackutatási projektek előkészítésében, végrehajtásában, valamint az adatelemzési, kiértékelési folyamatban is tevékenyen részt vesz.

## Célok, működési elvek
A PegaPoll egyik közösségépítési elve a diverzitás, tehát cél, hogy minél több társadalmi csoport és egyén képviselje magát a felületein, megossza a véleményét másokkal, megismerje mások véleményét, és állást foglaljon különböző kérdésekben. Ez nemcsak elvi szempontból, a demokratikus vitakultúra fejlesztése érdekében kívánatos, hanem azért is, mert így - szociológiai-demográfiai vonatkozásban - kellően széles társadalmi mintát reprezentálva, statisztikai súlyozással és empirikus kutatásmódszertani eszközökkel kiegészítve, közéleti és piackutatási célra is hasznosítható, releváns mintanagyság és rétegzettség érhető el. Ráadásul a PegaPoll nagy hangsúlyt fektet a virtuális megjelenésre, a szavazás élményére, valamint az egyes vitatémákkal kapcsolatos diskurzusra, felhasználói visszajelzésekre. Ez egy olyan innováció, amelyet egyéb, interaktív platformok ebben az összetételben nem kínálnak. Az Azonnali.hu szavazásaitól a Második Reformkor Alapítvány online népszavazási kezdeményezésén át a Fiatalok a Nemzetért Alapítványig ezért is hívták segítségül a platformot egymástól politikailag távolabb álló médiumok, szervezetek is.

## Információbiztonság, módszertan
A PegaPoll csapata nagy hangsúlyt helyez a szavazások anonimitására, illetve a hatályos adatkezelési és adatvédelmi szabályok maradéktalan betartására. Ez különösen fontos vállalás, hiszen napjainkban még a nagyobb, nemzetközileg ismert techcégek, tartalomszolgáltatók esetében is a felhasználói adatok szivárgásától és adatbiztonsági résektől hangos a sajtó. A PegaPoll külön figyelmet fordít nemcsak az adatok biztonságára, hanem arra is, hogy a szavazásokat ne lehessen manipulálni. A termék fejlesztése ipari sztenderdek mentén történik, és a fejlesztők mindent elkövetnek a visszaélések megelőzése érdekében. A szavazás technikai kérdései a 2021-es ellenzéki előválasztás jelölési folyamata és az egyes jelöltek népszerűségének felmérése kapcsán is előkerültek egy rádiós interjúban. Az előválasztás kapcsán az ellenzéki miniszterelnök-jelöltek népszerűségét más közvéleménykutatók mellett a PegaPoll is mérte.

## Bővebb információk
A PegaPoll közösségi alkalmazás, melynek középpontjában egy új kifejezési forma, a poll, magyarosítva szavazás áll. Az oldalon megjelenő elsődleges tartalmak a pollok, amelyek lehetőséget teremtenek arra, hogy a felhasználó a számára fontos témák és tartalmak mentén kérdéseket tehessen fel, véleményt és közösséget formálhasson. Minden pollhoz egyedi adatvizualizációs megoldás is kapcsolódik, melynek köszönhetően nem csak voksolásra van lehetőség a kérdések kapcsán, hanem az eredmények áttekintése is sokkal élményszerűbbé válik. Egyszerű, modern és átlátható. A startup indulásáról és a mögötte álló koncepcióról a Hírklikknek beszélt bővebben a PegaPoll munkatársa egy interjú során.
Az oldal rendelkezik a hagyományos közösségi funkciókkal is, amelyek a tagok érdeklődés alapú kapcsolódását, közösségi részvételét, kulturált társadalmi viták és ügyek köré történő szerveződését is lehetővé teszi. Az interaktív funkciók, kérdések kapcsán kialakítható, többoldalú kommunikáció aktív részvételre és bevonódásra ad lehetőséget, ezáltal is hozzájárulva a teljes körű közösségi élmény megteremtéséhez.